# Суфозија
Суфозија (геологија) је филтрационо разарање средине које се испољава кроз покретање, транспорт па и изношење финозрне фракције водом док основни скелет трпи мање промене или бива готово непромењен, а јавља се нарочито у песковито-прашинастим срединама неуједначеног гранулометријског састава. Као последица јавља се улегање виших слојева што се манифестује тањирастим удубљењима. 
Унутрашња суфозија је локалног карактера и праћена је одлагањем покренуте фракције на мањем или већем растојању зависно од локалне расподеле градијената и порозности.
Спољашња суфозија настаје на излазним контурама, на контакту са атмосфером или површинским водотоком. Може се још јавити и на контакту две средине различитог гранулометријског састава и водопропусности па се још зове и контактна суфозија.